# Джон Роблінг
Джон (Йоганн) Ро́блінг (нім. Johann August Röbling, англ. John Augustus Roebling; 12 червня 1806, Мюльгаузен, Німеччина — 22 липня 1869, Нью-Йорк, США) — німецький і американський інженер та мостобудівник. Автор проекту Бруклінського моста, винахідник сталевого троса.

## Біографія

### Юнацькі роки
Йоганн Роблінг був наймолодшим з чотирьох дітей у сім'ї. В дитинстві грав на кларнеті. Він також мав художній хист. Його батько був власником тютюнової крамниці, але прибутку вона давала недостатньо, щоб прогодувати сім'ю.

### Навчання в Пруссії та переїзд до США

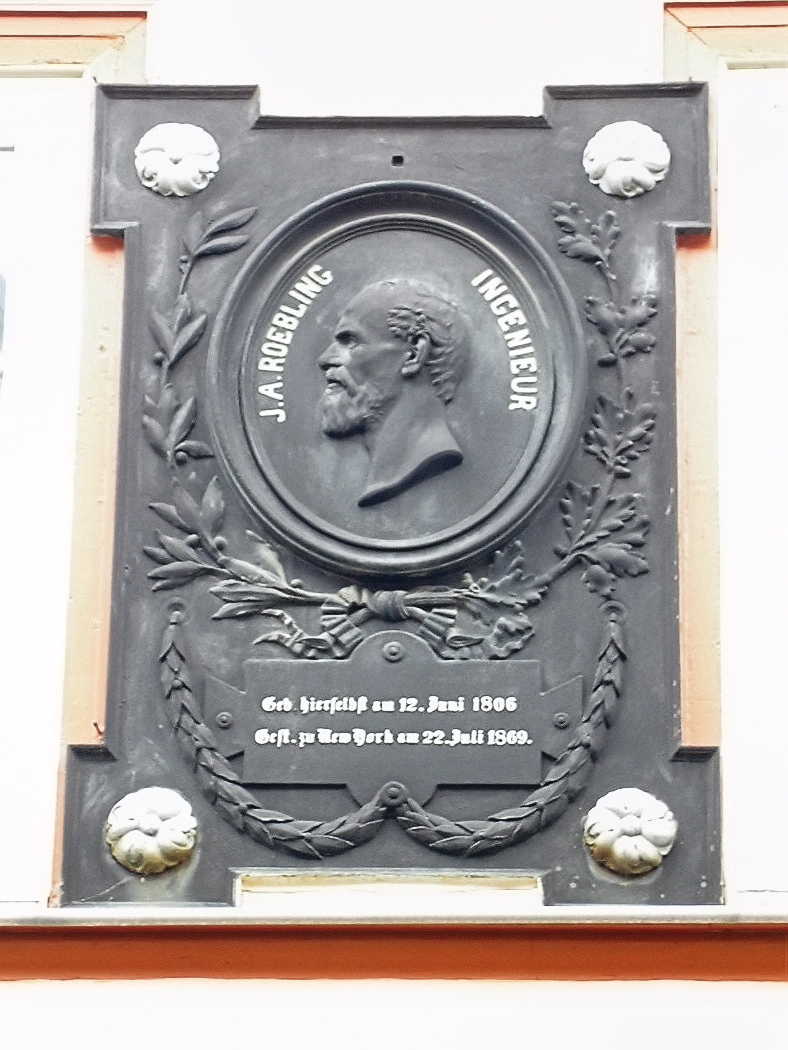
Меморіальна плита в Мюльзаузені на честь Роблінга

Після закінчення гімназії у Мюльгаузені Роблінг продовжив навчання в Ерфурті у математика Ефраїма Саломона Унгера, а потім у Берлінській академії архітектури, де опановував цивільне будівництво, зокрема будівництво гребель, тунелів та мостів. Одночасно він прослухав у Берлінському університеті курс філософії Георга Фрідріха Гегеля. Роблінг мав добре розвинутий інтерес до філософії, і через багато років він навіть працював над трактатом на 1000 сторінок про власні концепції Всесвіту.
У подальшому протягом трьох років Роблінг працював на уряд Пруссії, а по тому, у двадцятип'ятирічному віці у 1831 році емігрував до США, де поміняв ім'я Йоганн на Джон. Джон оселився в маленькій колонії разом з іншими іммігрантами з його рідного міста. Цій колонії, що знаходилась поблизу Піттсбурга на пагорбах західної Пенсільванії згодом дали назву Саксонбург.

### Кар'єра до Бруклінського моста

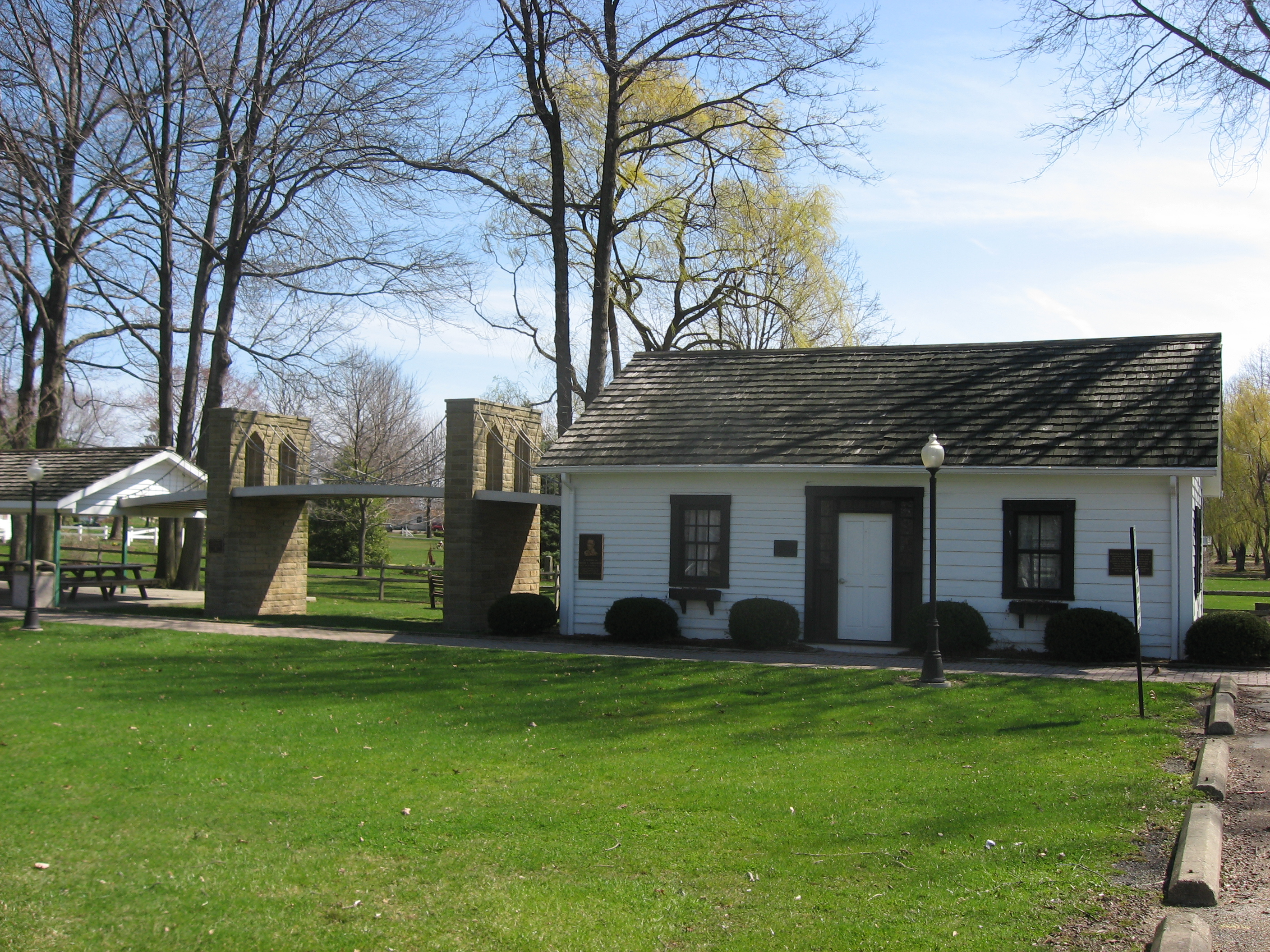
Будинок Роблінга у Саксонбурзі

Роблінг одружився з дочкою свого земляка, емігранта з Мюльгаузена, після чого став батьком дев'яти дітей. Після декількох не надто результативних спроб облаштувати своє фермерське господарство Роблінг влаштувався у столиці штату Пенсільванія, Гаррісбергу на посаду інженера-будівельника. На роботі йому в голову прийшла ідея: замінити прядив'яні буксири дротовими кабелями. Умовивши транспортне начальство каналу, інженер розробив свій власний метод плетіння і зв'язки кабелів, які виявилися надзвичайно міцними і довговічними, як Роблінг і передбачав. Незабаром попит на його кабелі став настільки великий, що заповзятливий інженер вирішив відкрити фабрику (на якій отримав каліцтво руки) з їх виробництва у Трентоні (Нью-Джерсі). Фабрика стала основою великого промислового комплексу, який виробляв все — від дроту до міцних 36-дюймових кабелів. Дане підприємство стало власністю сім'ї Роблінгів. Після того як до роботи Роблінга приєднався його старший син, вони разом в середині XIX століття побудували чотири підвісних мости: два в Піттсбурзі, один на Ніагарських водоспадах і ще один через річку Огайо між Цинциннаті і Ковінгтоном, що мав довжину 320 метрів.

### Бруклінський міст

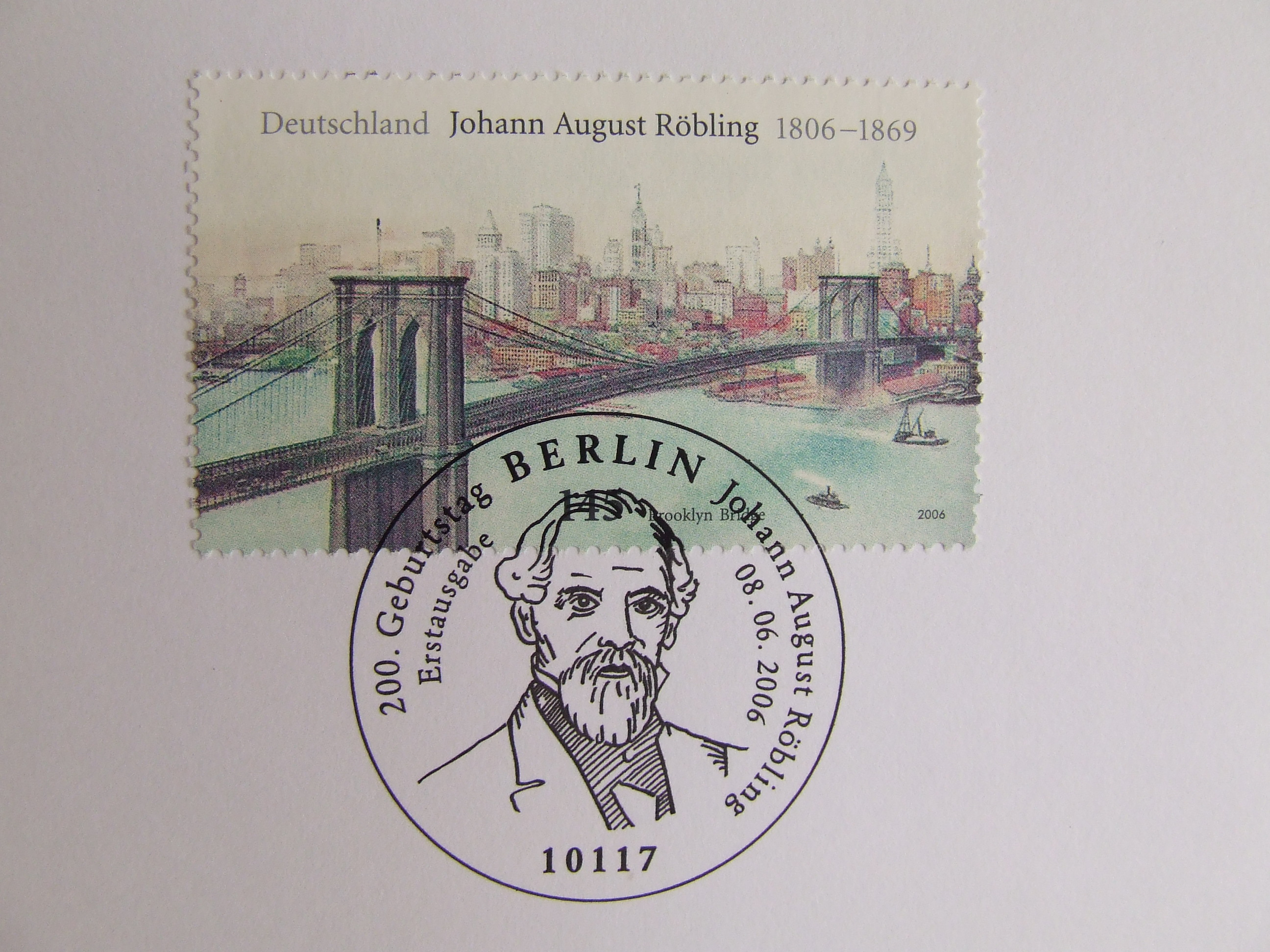
Німецька поштова марка 2006 року, випущена на знак пам'яті про Роблінга

Згодом Роблінг був призначений головним інженером проекту з будівництва підвісного моста через протоку Іст-Ривер між Брукліном і Мангеттеном. Основний прогін мосту мав бути довжиною 486 метрів. Коли Роблінг проводив заключні вимірювання моста, що пізніше отримав назву Бруклінського, паром, який забивав палі, зіткнувся з човном Роблінга. Одна з паль пошкодила йому ногу, і його терміново доставили в будинок до сина. Лікарі ампутували йому розбиту стопу, але розпочалося інфікування. Через три тижні, 22 липня 1869 року, інженер помер від правця у віці шістдесяти трьох років. Його син Вашингтон продовжив роботу над головним проектом батька. Зведення Бруклінського моста було закінчене у 1883 році. На момент завершення будівництва це був найбільший підвісний міст у світі і перший міст, у конструкції якого використовувалися сталеві канати (троси).

## Деякі потомки Джона Роблінга
Син Вашингтон Роблінг — інженер-будівельник, завершив будівництво Бруклінського моста. Син Карл Роблінг — засновник міста Роблінг у штаті Нью-Джерсі. Його онук Вашингтон загинув на «Титаніку». Його правнук Дональд Роблінг — винахідник і філантроп.